# Apogonia aerata
Apogonia aerata är en skalbaggsart som beskrevs av Moser 1916. Apogonia aerata ingår i släktet Apogonia och familjen Melolonthidae. Inga underarter finns listade i Catalogue of Life.